# Saturnino del Fresno Arroyo
Saturnino del Fresno Arroyo (Oviedo, 2 de noviembre de 1867 - Oviedo, 31 de enero de 1952) fue un pianista y compositor español.

## Biografía
Saturnino del Fresno Arroyo nació en Oviedo, el 2 de noviembre de 1867, siendo hijo del escultor, profesor de dibujo y uno de los primeros fotógrafos de Asturias, Ramón del Fresno y Cueli (1894-99). Inició sus estudios de solfeo con Antonio Iglesias, y piano con Sáenz Canel. Completó su formación en la Academia de Música de San Salvador, en Oviedo. Se matriculó en el Conservatorio de Madrid, donde terminó sus estudio de Piano, y obtuvo el primer premio.
Entre 1889 y 1891, fue el director de banda municipal de música de Pravia. Llegó a actuar en un par de ocasiones en el Palacio Real. En París, fue alumno de Louis Diémer. De 1896 a 1899 dio conciertos tanto en España como en varias capitales europeas. Además, acompañó al piano al violinista Pablo Sarasate y al violonchelista Pablo Casals, entre otros músicos.
A inicios del siglo XX, regresó a su localidad natal, para dedicarse en exclusiva a la enseñanza, convirtiéndose en 1903 en profesor de Piano de la Academia de Bellas Artes de San Salvador, posteriormente conocida como Conservatorio Superior de Música de Oviedo, llegando a ser director de dicha institución durante años. En 1907, fue uno de los impulsores de la fundación de la Sociedad Filarmónica de Oviedo.
Falleció en Oviedo el 31 de enero de 1952.Su hijo Manuel del Fresno y Pérez del Villar también fue un compositor, pianista y profesor.

## Reconocimientos
En 1945 fue condecorado con la Orden Civil de Alfonso X el Sabio. En 1948, fue reconocido con la Medalla de Plata al Mérito en el Trabajo. El Teatro Campoamor de Oviedo le rindió un homenaje.